# پتروفاک
پتروفاک (به انگلیسی: Petrofac) شرکت خدمات نفت و گاز بریتانیایی و چندملیتی است، که در سال ۱۹۸۱ در بندر جرسی، بریتانیا تأسیس شد. اکنون دفتر مرکزی این شرکت در شهر لندن قرار دارد.
دفاتر بین‌المللی پتروفاک در شهرهای آبردین، چنای، بمبئی و شارجه مستقر می‌باشند. این شرکت همچنین دارای بیش از ۲۰ دفتر خدماتی در کشورهای مختلف است.
بخشی از سهام شرکت پتروفاک در بازار بورس اوراق بهادار لندن مبادله می‌شود، همچنین این شرکت جزو فهرست اف‌تی‌اس‌تی ۱۰۰ است.